# José Carlos Melo
José Carlos Melo CM (* 4. Juni 1930 in Codó; † 30. Mai 2017 in Maceió) war ein brasilianischer Ordensgeistlicher und römisch-katholischer Erzbischof von Maceió.

## Leben
José Carlos Melo trat der Ordensgemeinschaft der Lazaristen bei und empfing am 31. Juli 1955 die Priesterweihe.
Papst Johannes Paul II. ernannte ihn am 10. Juli 1991 zum Weihbischof in São Salvador da Bahia und zum Titularbischof von Ceramus. Der Erzbischof von São Salvador da Bahia, Lucas Kardinal Moreira Neves OP, spendete ihm am 28. September desselben Jahres die Bischofsweihe; Mitkonsekratoren waren Vicente Joaquim Zico CM, Erzbischof von Belém do Pará, und Paulo Eduardo Andrade Ponte, Erzbischof von São Luís do Maranhão. 
Am 2. Juni 1999 wurde er zum Weihbischof in São Salvador da Bahia, Erzbischof ad personam und Titularerzbischof pro hac vice von Ceramus ernannt. Am 31. Mai 2000 wurde er zum Koadjutorerzbischof von Maceió ernannt.
Mit der Emeritierung Edvaldo Gonçalves Amarals SDB am 3. Juli 2002 folgte er diesem als Erzbischof von Maceió nach. Am 22. November 2006 nahm Papst Benedikt XVI. sein altersbedingtes Rücktrittsgesuch an.